# Diamonds for Breakfast
Diamonds for Breakfast è un album della cantante pop francese Amanda Lear, pubblicato nel 1980 dall'etichetta discografica BMG Ariola.
Esistono due edizioni di questo album, una per il mercato mondiale ed una specifica per il mercato italiano dove Amanda canta in italiano "Insomnia", insieme al marito Alain-Philippe Malagnac, e "When" (che nell'edizione italiana diventa "Ciao").
L'album è stato prodotto da Anthony Monn.

## Tracce
LP (Ariola 201 265 [de])
1. Rockin' Rollin' (I Hear You Nagging) - 3:05 (Anthony Monn, Amanda Lear)
2. I Need a Man - 3:40 (Anthony Monn, Amanda Lear, Dieter Kawohl)
3. It's a Better Life - 4:40 (Anthony Monn, Amanda Lear)
4. Oh, Boy - 4:30 (Anthony Monn, Amanda Lear)
5. Insomnia - 3:15 (Charly Ricanek, Amanda Lear)
6. Diamonds - 4:55 (Anthony Monn, Amanda Lear)
7. Japan - 3:15 (Anthony Monn, Amanda Lear)
8. Fabulous Lover, Love Me - 5:25 (Rainer Pietsch, Amanda Lear)
9. Ho fatto l'amore con me - 3:15 (A.Sisini - G.Romeo - C.Malgioglio)
10. When - 3:25 (Rainer Pietsch, Anthony Monn, Amanda Lear)

## Classifiche
| Classifica (1980) | Posizione raggiunta |
| ----------------- | ------------------- |
| Svezia            | 4                   |
| Norvegia          | 10                  |
| Austria           | 11                  |